# Diplacus clevelandii
Diplacus clevelandii är en gyckelblomsväxtart som först beskrevs av Brandeg., och fick sitt nu gällande namn av Edward Lee Greene. Diplacus clevelandii ingår i släktet Diplacus och familjen gyckelblomsväxter. Inga underarter finns listade i Catalogue of Life.